# Bruno Méndez

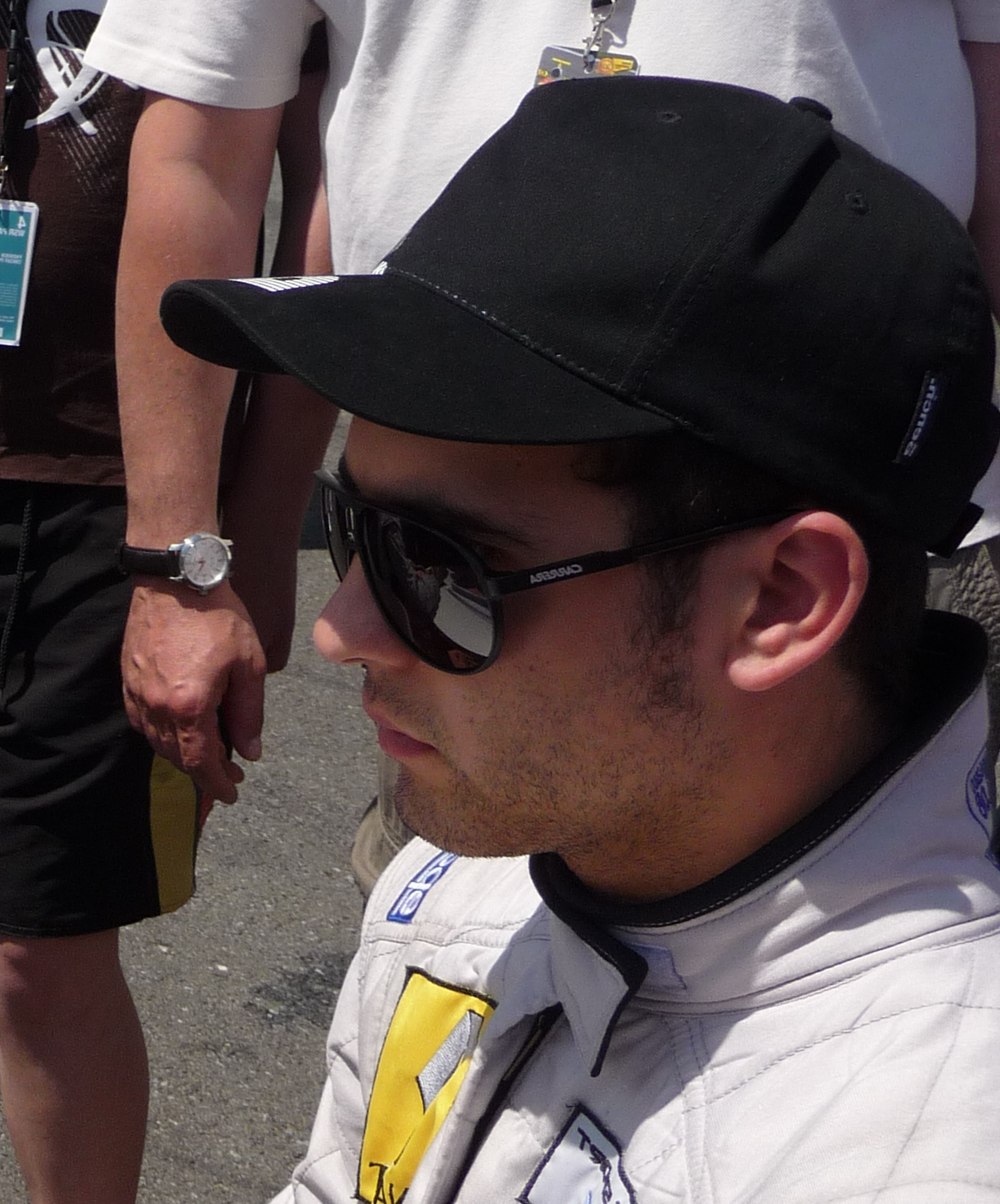
Bruno Méndez, 2010 Brno Formule Renault 3.5 Series

Bruno Méndez López (La Roda, Asturië, 16 april 1990) is een Spaans autocoureur.

## Carrière

### Master Junior Formula
Na een korte kartcarrière, begon Méndez zijn eenzitterscarrière in de Master Junior Formula in 2006, waarin hij zes races won om als tweede te finishen achter zijn landgenoot Daniel Campos-Hull.

### Formule 3
In 2007 promoveerde Méndez naar de Formule 3, waar hij in de Spaanse Formule 3 gaat rijden voor het team emiliodevillota.com. Hij finishte zijn debuutseizoen als zevende met podiums op Estoril and Jerez.
Hij bleef in 2008 in dit kampioenschap, maar nu voor het team Escuderia TEC-Auto. Nadat hij de eerste race van het seizoen won op Jarama behaalde hij nog drie podiums om als vijfde te eindigen in de stand.
In 2009 bleef hij voor nog een seizoen in het kampioenschap, nu Europese F3 Open geheten. Hij reed voor Campos Racing en won vier races en nog zeven podiums om de titel te winnen met slechts twee punten voorsprong op zijn landgenoot Celso Míguez.

### Euroseries 3000
In oktober 2008 maakte Méndez zijn debuut in de Euroseries 3000, waar hij voor het team Bull Racing op Jerez een vierde en een zesde plaats haalde. Hij miste het volgende evenement in Barcelona voordat hij weer verscheen in de laatste ronde van het seizoen in Magione voor het team Sighinolfi Autoracing. Een vijfde plaats in de laatste race bracht hem naar een 16e plaats in het kampioenschap met acht punten.

### Formule Renault 3.5 Series
In oktober 2009 stapte Méndez over naar de Formule Renault 3.5 Series, waarbij hij in de laatste ronde op Motorland Aragón voor RC Motorsport ging rijden naast Esteban Guerrieri.
Nadat hij deelnam aan de FR3.5 wintertests voor de teams ISR Racing en Interwetten.com, tekende Méndez voor het hernoemde team FHV Interwetten.com team in 2010 met als teamgenoot een voormalig concurrent in de Europese Formule 3 Open Sergio Canamasas.

### Superleague Formula
In oktober 2010 maakte Méndez zijn debuut in de Superleague Formula, waarbij hij de geblesseerde María de Villota bij het team Atlético Madrid voor de twee rondes in China op Ordos en Shunyi.